# Brestova
Koordinati:   45°08′43″N, 14°13′21″E
Brestova je zaselek in trajektno pristanišče na vzhodni obali Istre pod gorski grebenom Učke.
Brestova predstavlja pomembno prometno pot med hrvaškim kopnim in otokom Cres (pristanišče Porozina), v času turistične sezone se z ladijsko linijo iz pristanišča prepelje več 10.000 vozil. Na pomolu stoji svetilnik, ki oddaja svetlobni signal: Z Bl 2S. Nazivni domet svetilnika je 4 milje.